# Pou de glaç (Santpedor)
El Pou de glaç de Santpedor es troba al costat del Torrent de Sebarroja, vora les piscines municipals.
Es tracta d'una construcció soterrada i de forma circular, amb parets de pedra seca. A l'hivern s'hi emmagatzemava el gel que es formava en petites basses que s'omplien amb l'aigua de Torrent de Sebarroja i el Riu d'Or. El gel, tallat en blocs uniformes, es baixava amb corrioles pel forat superior del pou, on es col·locava entre branques o palla perquè quedés ben aïllat. Durant la primavera i l'estiu, els blocs de glaç es distribuïen pel poble embolicats amb palla. Fins a finals del segle xix, en què es començà a fabricar gel artificial, aquest era l'únic mitjà per refrescar les begudes i conservar els aliments i medicaments.
Es desconeix la data exacta de construcció, però possiblement va ser bastit i utilitzat entre els segles XVIII i xix. Era de propietat municipal i l'Ajuntament l'arrendava cada any a un particular que l'explotava una temporada sencera.